# Cinkotai köztemető
A Cinkotai köztemető Budapest szélén, a cinkotai dombtetőn, a Simongát utca mentén terül el. Korábban a Rózsalevél utcánál, a cinkotai evangélikus templom „kertjében” temetkeztek.

## Története

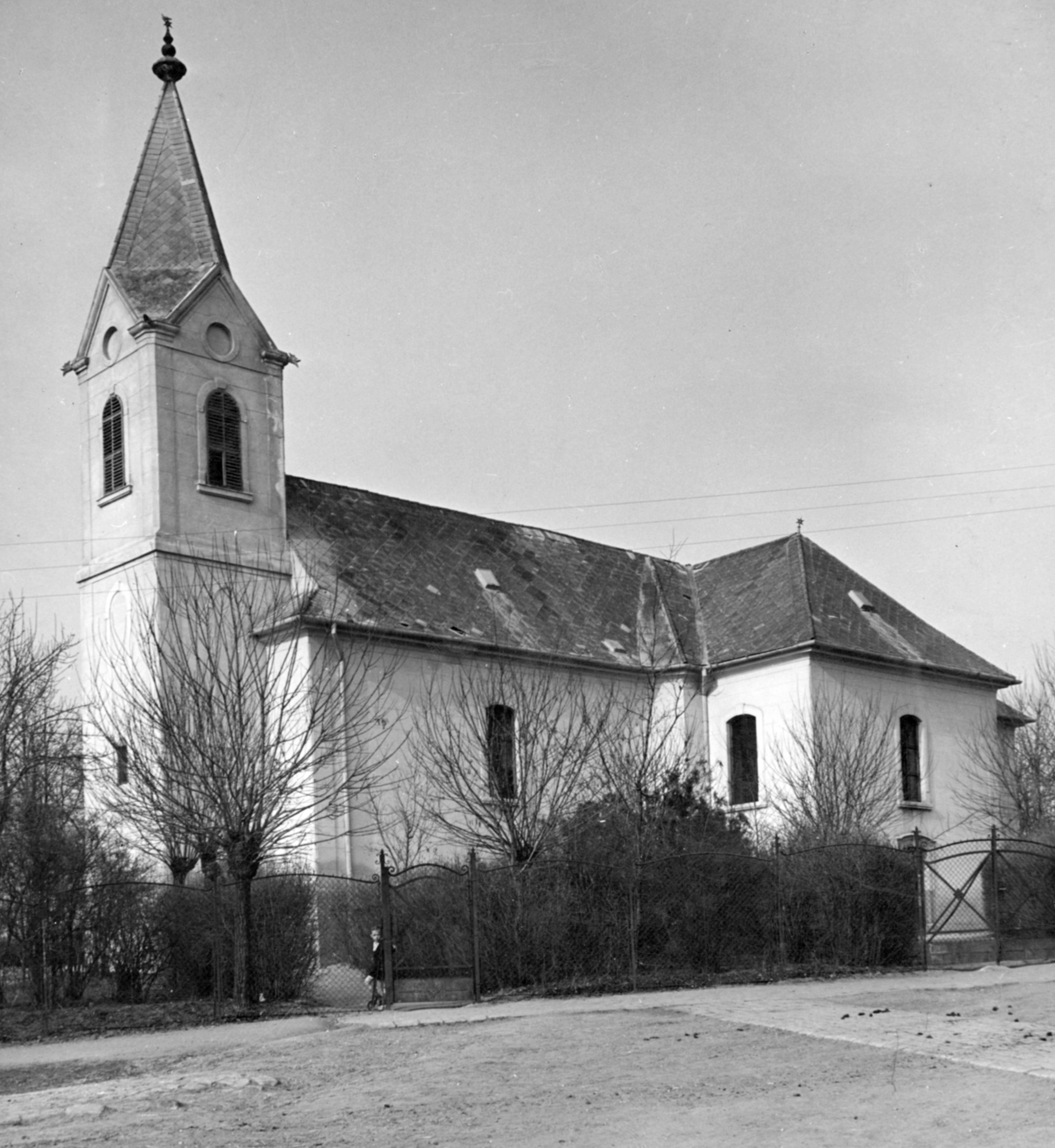
Cinkotai evangélikus templom 1954-ben (még felújítása előtt), mögötte található a régi cinkotai temető

Cinkotán van egy régi kis temető az evangélikus templom mellett. A Gazdaság út, Rózsalevél és Beniczky Tamás utca határolja. Itt nyugszik Petőfi Sándor nagybátyja, Hrúz Ádám, és nagyapja, Hrúz János, de később sok síremléke a Szabadföld úti köztemetőbe került át. A legrégebbi síremlék Giorgo Carolo Molnar lelkész latin feliratos sírja, amelynek dátuma 1825. január 21.
1887-ben Cinkotán létrejött egy temetkezési egyesület is – a település első társadalmi szervezete –, amelyben a tagoknak 40 forintig terjedő összegű tagdíjat kellett fizetniük. Az összeget a tag halála esetén a családja megkapott és a temetési ceremónián 15 tag zászlójukkal és jelvényükkel részt vett.
Az egyesület 1914-ig működött.
Mivel a régi templomkert temető (amit cinteremként is emlegetnek) az 1800-as évek végén kezdett betelni, gróf Batthyány Ilona a cinkotai dombtetőn területet ajándékozott a község lakóinak temetkezés céljára. A ravatalozás még sokáig a régi helyen történt, mígnem az új temetőbe 1924-ben néhai Fritsche Imre (?–1934) magyar királyi távírdatiszt egy családi kápolnát és temetkezési helyet (egy alsó kriptarész) építtetett, ami a hívők számára is mindig nyitva állt. Az épület mellett hagyományos kripták sorakoztak, mögötte pedig apácasírok számára tartott fenn területet. Ezen a szélnek és az időjárás viszonytagságainak kitett kopár dombtetőn fák nem voltak, kezdetben a temetésre még használt részeken kukoricát termeltek. 
Az izraelita temetőrész teljesen elkülönítve működött Cinkota belterületén a Georgina utca és a Gazdaság út találkozásánál. Itt azonban már nincs egyetlen síremlék sem. Az új cinkotai temetőben egy kis, elkerített zsidó parcellán még vannak gondozott sírkövek.
A második világháború és az azt követő időszak nagy változásokat hozott. A háborúban 250 katonasír került betemetésre. Miután 1950. január 1.-től Cinkotát Budapesthez 
csatolták, a temetőt használaton kívül helyezték. A központi elképzelés szerint néhány nagyobb temetőbe kívánták koncentrálni a temetéseket, így ekkortól a cinkotai polgárok az igen távoli Rákoskeresztúri Új köztemetőt vagy a Pest megyei Csömör temetőjét választhatták maguknak végső nyughelyül. 
A helyi tanácsi vezetők, az egyház és a helyi lakosság végül elérte, hogy 1954-ben újra megnyithatták, de már csak a Cinkota – Ilonatelepi temetőt, amely ettől kezdve a Fővárosi Temetkezési Intézet kezelésében működött, önálló személyzet nélkül. Ez azt jelentette, hogy a Kerepesi temetőből jártak fel a kegyeleti szolgáltatást végző dolgozók alkalmanként temetni. Az elhunytat ideiglenesen ravatalozóból kísérték utolsó útjára a hozzátartozók. 1965-ben az építtető testvére, Ernő és Blanckenstein Erzsébet a Fritsche és a gróf Blankeinstein család külföldön élő rokonai (gróf Eszterházy Mariann, Fritsche Emil, Fritsche Olga) segítségét kérve egy hajórésszel és egy kriptarésszel bővítették a kriptát és a Szent Vér nevet kapta, amit végül megkapott az egyházközség.

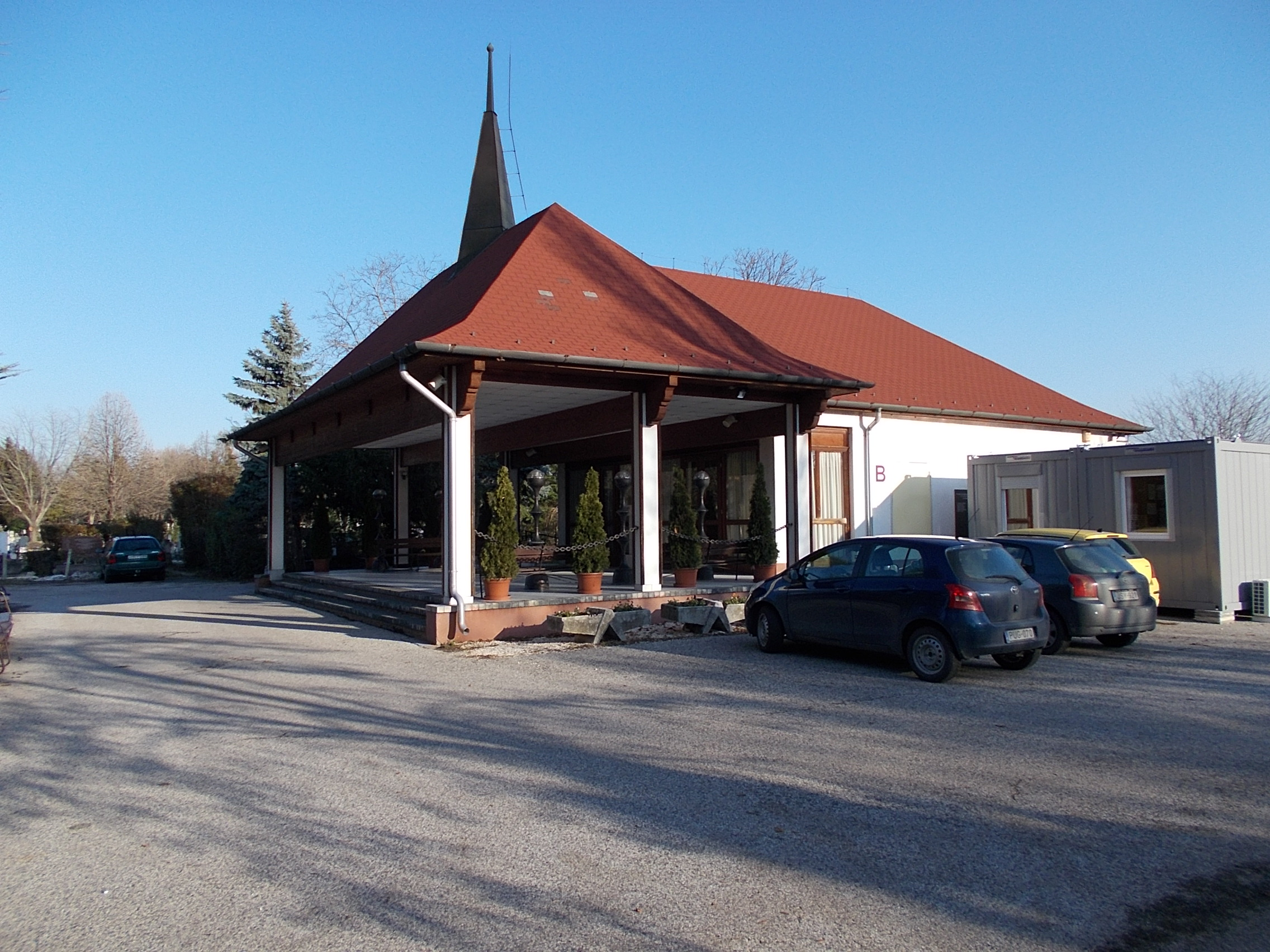
A cinkotai ravatalozó

1968-ban elkészült a téglából épült ravatalozó – amit 1995-ben felújítottak és egy fedett terasszal kibővítettek – és a temető önálló személyzetet kapott. 1972-ben 8,5 hektárra bővítették a területet az akkori termelőszövetkezet környező földjeiből. Megindult a közművesítés, a fásítás és az utak kiépítése. Az újonnan létesült fasorok legjellemzőbb fája a törökmogyoró, amely a kedvezőtlen környezeti adottságok ellenére is szépen fejlődik.
1993-ban az evangélikus egyházközség és a Fővárosi Temetkezési Intézet közösen állított emlékművet a II. 
világháborúban eltűnt cinkotai katonák emlékére.
Területe 2017-ben 8,9 hektár volt, melyen 41%-nyi (3,5 hektár) zöldfelületet tartottak fenn.

## Megközelítése
A temető határai: Szabadföld út - Simongát utca. Megközelíthető a 92-es autóbusszal és a H8-as HÉV-vel (Ilonatelep megállóhely).
A régi temető megközelítése a 45-ös buszjárattal lehetséges, amely körjáratban érinti a Gazdaság utat.